# Орден «Знак Почёта»
Орден «Знак Почёта» — государственная награда СССР.

## История
Орден учреждён постановлением ЦИК СССР 25 ноября 1935 года. Правила ношения ордена, цвет ленты и её размещение на наградной колодке были утверждены Указом Президиума Верховного Совета СССР «Об утверждении образцов и описание лент к орденам и медалям СССР и Правил ношения орденов, медалей, орденских лент и знаков отличия» от 19 июня 1943 года.
22 августа 1988 года был переименован в орден Почёта.
До 1991 года проведено около 1 млн 581 тысячи награждений.

## Статут ордена

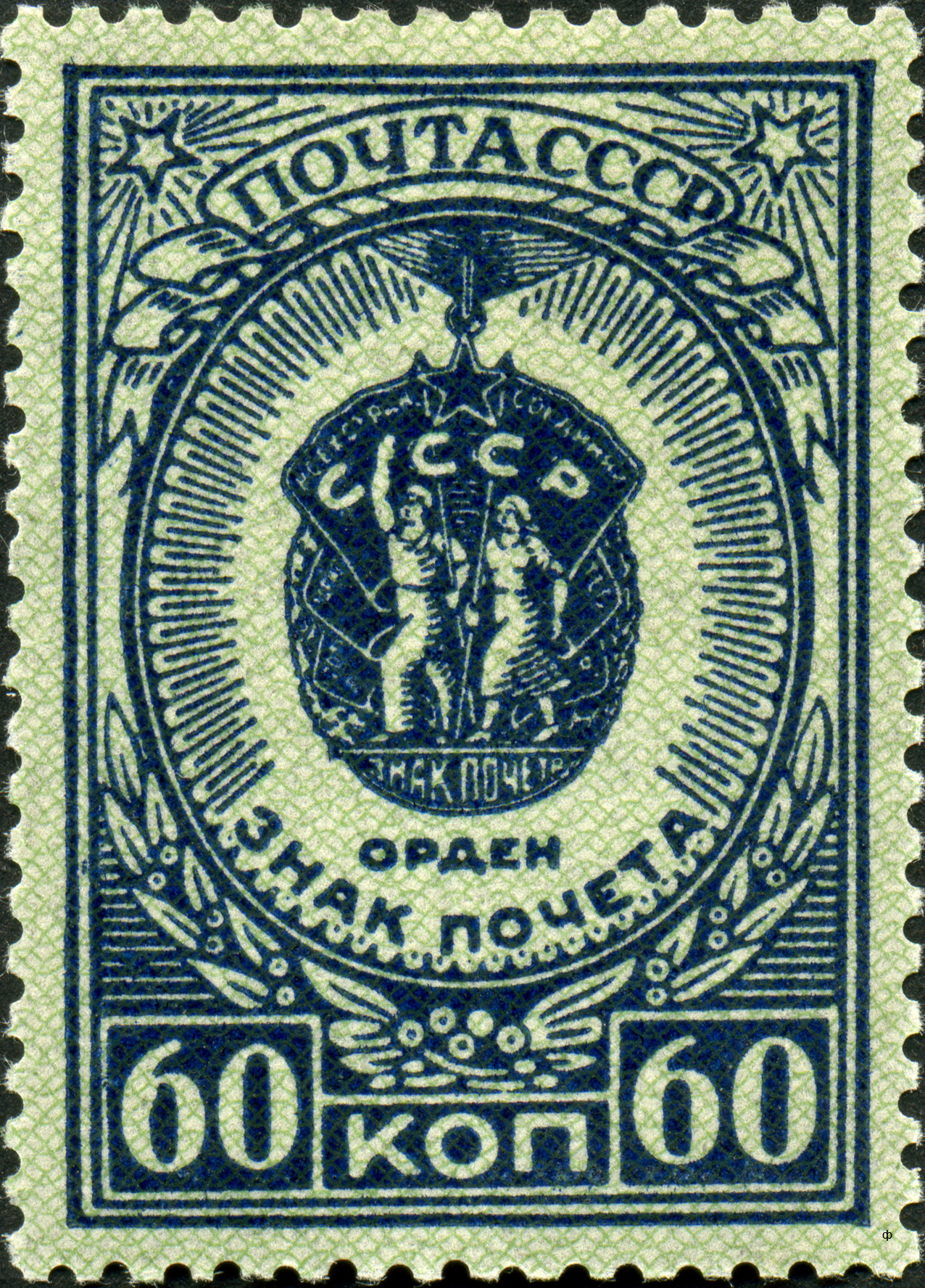
Орден на почтовой марке СССР 1946 года

1. Орден «Знак Почёта» учреждён для награждения за высокие достижения в производстве, научно-исследовательской, государственной, социально-культурной, спортивной и иной общественно полезной деятельности, а также за проявления гражданской доблести.
2. Орденом «Знак Почёта» награждаются:
- граждане СССР;
- предприятия, объединения, учреждения, организации, районы, города и другие населённые пункты.

Орденом «Знак Почёта» могут быть награждены и лица, не являющиеся гражданами СССР, а также предприятия, учреждения, организации, населённые пункты иностранных государств.
3. Награждение орденом «Знак Почёта» производится
- за высокие производственные показатели в промышленности, сельском хозяйстве, строительстве, на транспорте, связи, торговле, общественном питании, жилищно-коммунальном хозяйстве, бытовом обслуживании населения, в других отраслях народного хозяйства;
- за достижение высокой производительности труда, улучшение качества продукции, снижение материальных и трудовых затрат на её изготовление, успехи в повышении эффективности общественного производства;
- за высокие результаты в социалистическом соревновании по выполнению и перевыполнению плановых заданий;
- за внедрение в производство новой техники технологии, передового опыта, особо ценные изобретения и рационализаторские предложения;
- за успехи в научно-исследовательской деятельности;
- за творческие достижения в области советской культуры, литературы, искусства, успехи в обучении и коммунистическом воспитании подрастающего поколения, подготовке высококвалифицированных кадров, медицинском обслуживании населения, развитии физической культуры и спорта и иной общественно полезной деятельности;
- за заслуги в укреплении обороноспособности страны;
- за плодотворную государственную и общественную деятельность;
- за заслуги в развитии экономических, научно-технических, культурных и иных связей между СССР и другими государствами;
- за смелые и находчивые действия, совершённые при спасении жизни людей, охране общественного порядка, в борьбе со стихийными бедствиями и другие проявления гражданской доблести.

4. Орден «Знак Почёта» носится на левой стороне груди и при наличии других орденов СССР располагается после ордена Дружбы народов.
28 декабря 1988 года Указом Президиума Верховного Совета СССР был утверждён новый статут ордена Почёта и его описание.

## Описание ордена
Орден «Знак Почёта» имеет форму овала, обрамленного по бокам дубовыми ветками. В центре его помещены фигуры рабочего и работницы, несущих симметрично расположенные слева и справа от них знамёна с надписью «Пролетарии всех стран, соединяйтесь!».
В верхней части ордена расположена пятиконечная звезда, под которой на фоне знамён находится рельефная надпись «СССР». В нижней части ордена помещена рельефная надпись «ЗНАК ПОЧЁТА».
Знамёна и звезда покрыты рубиново-красной эмалью и окаймлены по контурам позолоченными ободками. Древки знамён и надписи позолочены, дубовые ветви, нижняя часть ордена и его общий фон оксидированы.
Орден «Знак Почёта» изготовляется из серебра. Высота ордена — 46 мм, ширина — 32,5 мм.
Орден при помощи ушка и кольца соединяется с пятиугольной колодочкой, обтянутой шёлковой муаровой лентой светло-розового цвета с двумя продольными оранжевыми полосками по краям. Ширина ленты — 24 мм, ширина полосок по 3,5 мм.
После переименования ордена «Знак Почёта» в орден Почёта в 1988 году незначительно изменился внешний вид ордена. Орден Почёта отличается от ордена «Знак Почёта» тем, что надпись «ЗНАК ПОЧЁТА» в нижней части аверса заменена накладным рельефным изображением серпа и молота и двух расходящихся лавровых ветвей. Накладка крепится к основанию ордена с помощью двух штифтов. При переходе с ордена «Знак Почёта» на орден Почёта нумерация знаков не прерывалась.

## Награждения
Первое постановление ЦИК СССР о награждении новым орденом вышло 26 ноября 1935 года. Им были награждены начальник, организаторы и 10 участников Ансамбля красноармейской песни и пляски ЦДКА (тогда же сам коллектив был награждён Почётным Революционным Красным Знаменем, а руководитель ансамбля А. В. Александров — орденом Красной Звезды).
26 декабря 1935 года Постановлением ЦИК СССР от 25 декабря за трудовой героизм и успехи в деле поднятия урожайности по хлопку орден «Знак Почёта» за порядковым № 1 был вручён председателю колхоза «Батыр» Янги-Юльского района Ташкентской области Артыкбаю Тиллябаеву; среди прочих в тот день ордена были вручены также пионерке-ударнице колхоза имени Ворошилова Кавахан Атакуловой и пионеру-ударнику колхоза «Коммунизм» Нишану Кадырову (оба из Кокандского района Ферганской области). Первым коллективом, удостоенным ордена «Знак Почёта», стал мартеновский цех № 2 Макеевского металлургического завода имени С. М. Кирова (в 1939 году). Коллектив был награждён за перевыполнение плана, хорошую организацию соревнования и досрочное выполнение важнейших государственных заданий.
Последний кавалер советского ордена Почёта — директор Белгородского цементного завода Российского государственного концерна «Цемент» Анатолий Яковлевич Литвин, удостоенный этой награды Указом Президента СССР от 21 декабря 1991 года.

## Неоднократные кавалеры ордена «Знак Почёта» и ордена Почёта

### 5 орденов «Знак Почёта»
1. Авезова, Мастура (1905—1978) — председатель Ленинабадского облисполкома Таджикской ССР (в том числе 28.04.1940; 04.01.1944; 23.10.1954).
2. Каландаров, Анвар (1920—1990) — председатель колхоза имени Ленина Кумсангирского района Таджикской ССР.
3. Раджабов, Соли Ашурходжаевич (1912—1990) — академик-секретарь Отделения общественных наук АН Таджикской ССР.

### 3 ордена «Знак Почёта» + российский орден Почёта
- Иванов, Вячеслав Николаевич (род. 1938), 3-кратный олимпийский чемпион по академической гребле (в том числе 1956; 30.03.1965; 16.07.2018)
- Латынина, Лариса Семёновна (род. 1934), 9-кратная олимпийская чемпионка по спортивной гимнастике (16.09.1960; 30.03.1965; 5.10.1972; 30.12.1999)
- Смирнов, Виталий Георгиевич (род. 1935), президент Национального олимпийского комитета СССР (1990—1992) и РФ (1992—2001) (23.06.1966; 9.09.1971; 10.05.1976; 22.04.1994)

### 3 ордена «Знак Почёта»
1. Алексеев, Владимир Павлович (1914—2000), деятель промышленности, заслуженный деятель науки и техники Марийской АССР, лауреат Государственной премии СССР (1944; 1958; 1962).
2. Алтайбаев, Жусип Алтайбаевич (1911—1987), журналист, сатирик.
3. Аухадиев, Кенес Мустаханович  — советский и казахстанский государственный и партийный деятель.
4. Ахмадеев, Гариф Керимович (1912—1991), конструктор вертолётов[19].
5. Борисов, Евгений Алексеевич (1928—1974) полковник, сотрудник НИИИТ.
6. Вахонин, Валентин Александрович (1904—1981), ректор Университета рабкоров Москвы имени М. И. Ульяновой
7. Григорьев, Владимир Викторович (1941—2011), партийный и государственный деятель
8. Громыко, Василий Викторович (1932—2017), заслуженный тренер СССР (греко-римская борьба) (24.07.1968; 1969; 05.10.1972)
9. Грудзенко, Виктор Фёдорович (1931—2019), второй секретарь Пензенского горкома КПСС (1970—1985) (1971; 1976; 10.03.1981)
10. Гулиа, Георгий Дмитриевич (1913—1989), прозаик (17.04.1958; 13.03.1963; 28.10.1967)
11. Джеджелава, Гайоз Иванович (1915-2005), футболист и тренер, заслуженный мастер спорта (24.02.1941; 1950; 1957)
12. Дьяченко, Лука Степанович (1902—1984), государственный деятель Молдавской ССР.
13. Евдокимов, Яков Алексеевич (1915—1980), советский партийный и государственный деятель (1958, дважды; 1965).
14. Зайцев, Алексей Ильич (1914—1996) — Герой Социалистического Труда (1949), бортмеханик Полярной авиации (19.05.1954, 29.08.1955, 23.06.1961).
15. Зумакулов, Борис Мустафаевич (род. 1940), партийный и государственный деятель.
16. Иванов, Борис Владимирович (1917—1992), прозаик[20].
17. Калита, Иван Александрович (1927—1996), олимпийский чемпион (конный спорт) (16.09.1960; 02.12.1970; 05.10.1972)
18. Ковалёв, Юрий Яковлевич (1937—2010), директор объединения «Сибэлектромотор» (1971—1977), второй секретарь Томского горкома КПСС (1977—1982), председатель Томского горисполкома (1982—1988) (1971; 31.03.1981; 17.07.1986).
19. Козлов, Генрих Абрамович (1900—1981), член-корреспондент АН СССР.
20. Крюков, Иван Елисеевич (1924—2003) — главный экономист, секретарь партбюро совхоза «Комаровский» Орджоникидзевского района Кустанайской области; инструктор Кустанайского обкома Компартии Казахстана; член комиссии партийного контроля Кустанайского обкома Компартии Казахстана.
21. Кулакова, Галина Алексеевна (род. 1942), олимпийская чемпионка (лыжи) (09.04.1970; 10.05.1976; 09.04.1980)
22. Липкин, Семён Израилевич (1911—2003), русский советский поэт, прозаик и переводчик (1954, 1957, 1960).
23. Медведь, Александр Васильевич (род. 1937), олимпийский чемпион (вольная борьба) (1964; 05.02.1969; 23.04.1985)
24. Михайлов, Павел Михайлович (1917—2005), пилот Аэрофлота.
25. Мосолов, Евгений Васильевич (1912—1979), управляющий делами Московских горкома и обкома КПСС.
26. Насырова, Ашура (1924—2011), народная артистка Таджикской ССР (23.04.1941; 17.12.1949; 23.10.1954)
27. Нилов, Анатолий Георгиевич (1912—1981), ответственный работник ЦК КПСС.
28. Пасиковский, Александр Игнатьевич (1910—1996), государственный деятель Молдавской ССР.
29. Першин, Николай Иванович (3 ноября 1904—1974), токарь-карусельщик завода «Электросила» имени С. М. Кирова Ленинградского совнархоза.
30. Петрусевич, Фёдор Фёдорович (1902—1965), директор Завода полупроводниковых приборов г. Йошкар-Олы (1946, 1951, 1956).
31. Пилипенко, Николай Варфоломеевич (1916—2020), заведующий сектором философских наук ЦК КПСС. С 1984 г. по 1992 г. — профессор АОН. Доктор философских наук, заслуженный деятель науки РФ.
32. Сабиров, Файздрахман Ахмедзянович (1919—1990), полковник, военный строитель, (08.12.1951; 07.03.1962; 29.03.1976).
33. Савченко, Иван Петрович (1918—2002) Председатель исполкома Свердловского Райсовета г.Иркутска, Председатель Дорпрофсожа ВСЖД. (годы награждения: 1957, 1971, 1976).
34. Синицын, Иван Флегонтович (1911—1988), министр тракторного и сельскохозяйственного машиностроения СССР.
35. Слёзкин, Николай Алексеевич (1905—1991), учёный в области механики, профессор, заслуженный деятель науки и техники РСФСР (1953; 15.09.1961; 1976).
36. Трофимов, Виталий Константинович (1926—1996), председатель Марийского областного совета профсоюзов (1966, 1971, 1974).
37. Хижниченко, Илья Михайлович (1909—1992), советский агроном (22.06.1950; 31.10.1957; 23.06.1966).
38. Хлопков, Александр Михайлович (1926—2013) председатель Кулебакского горисполкома Горьковской области
39. Черняков, Яков Иосифович (1915—2010) первый секретарь Ижевского горкома ВЛКСМ и райкома КПСС.
40. Шойгу, Кужугет Серэевич (1921—2010) секретарь Тувинского обкома КПСС, первый заместитель председателя Совета министров Тувинской АССР, отец С. К. Шойгу.

### 2 ордена «Знак Почёта» + российский орден Почёта
- Асадов, Эдуард Аркадьевич (1923—2004), поэт (28.10.1967; 18.09.1973; 07.09.1998)
- Звягина, Сусанна Николаевна (1918—2006), заслуженная артистка РСФСР (1951; 15.09.1959; 14.07.2004)
- Кузькин, Виктор Григорьевич (1941—2008), заслуженный мастер спорта СССР (хоккей) (30.03.1965; 3.03.1972; 20.12.1996)
- Майоров, Борис Александрович (род. 1938), заслуженный мастер спорта СССР (хоккей) (24.07.1968; 22.05.1981; 20.12.1996)
- Миронова, Зоя Сергеевна (1913—2008), заслуженная артистка РСФСР (1958; 1972; 12.04.2001)
- Панкова, Татьяна Петровна (1917—2011), народная артистка РСФСР, актриса Государственного академического Малого театра (26.10.1949; 4.11.1974; 21.09.1998)
- Рагулин, Александр Павлович (1941—2004), заслуженный мастер спорта СССР (хоккей) (30.03.1965; 30.05.1969; 20.12.1996)
- Ромишевский, Игорь Анатольевич (1940—2012), заслуженный мастер спорта СССР (хоккей) (30.05.1969; 03.03.1972; 26.12.2011)
- Россель, Эдуард Эргартович (род. 1937), губернатор Свердловской области в 1991—1993, 1995—2009 гг. (29.04.1975; 26.05.1980; 9.10.2007)
- Якушев, Александр Сергеевич (род. 1947), заслуженный мастер спорта СССР (хоккей) (03.03.1972; 07.06.1979; 26.12.2011)

### 2 ордена «Знак Почёта»
- Андреева, Александра Андреевна (1894—1974), заслуженный врач РСФСР, депутат Верховного Совета СССР (1946; 1951).
- Атмачиди, Аким Иванович (1937—2013) — директор Семипалатинского производственного объединения сборного железобетона,
- Аитов, Булат Юсупович (1929—2018), советский строительный деятель, заслуженный строитель РСФСР и Марийской АССР (1966; 1971).
- Анисимов, Стефан Лукич (1910—1985), советский архитектор, заслуженный строитель Таджикской ССР (1959).
- Анциферов, Николай Захарович (1911—1980), советский поэт, журналист, советско-партийный работник (1946; 1951).
- Анчинашкевич, Вениамин Александрович (1910—1969), железнодорожник, герой труда (1943; 1960).
- Арутюнян, Вараздат Мартиросович (1909—2008), известный армянский архитектор и искусствовед. Доктор архитектуры.
- Ахметов Канапия Габдуллинович (1924—2021), государственный и общественный деятель, ученый, профессор.
- Бабиков, Юрий Васильевич (род. 1930), инженер-конструктор, генеральный директор Завода полупроводниковых приборов г. Йошкар-Олы Марийской АССР (1966; 1971).
- Белков, Архип Дмитриевич (1899—1981), марийский советский учёный-агроном (1946; 1951).
- Беспалова, Анисия Фёдоровна (1920—2011), марийский советский агроном, депутат Верховного Совета СССР (1951; 1971).
- Богатырёв, Пётр Павлович (1923—1997), марийский советский партийно-административный руководитель (1966; 1971).
- Бокий, Георгий Борисович (1909—2001), советский и российский кристаллохимик, член-корреспондент РАН
- Брыкова, Александра Степановна, Заслуженный учитель школы РСФСР[21].
- Бурба, Александр Адольфович (1918—1984), директор Медногорского медно-серного комбината, ректор Оренбургского политехнического института (1957; 17.06.1981).
- Быстрицкая, Элина Авраамовна (1928—2019), народная артистка СССР, актриса Государственного академического Малого театра России (7.03.1960; 4.11.1967).
- Вализода, Саидали (1900—1971), советский таджикский поэт и музыкант, народный гафиз Таджикской ССР.
- Воробьёв, Василий Михайлович (1909—1995), председатель Верховного Совета Марийской АССР (1957; 1966).
- Воронцов, Павел Степанович (1920—2015), советский партийный и административный деятель (1966; 1971).
- Гаврилова, Мария Сергеевна (1913—2004), агроном, заместитель начальника управления Министерства сельского хозяйства СССР (1960, 1967).
- Гайниев, Яков Гайниевич (1928—2008), механизатор (1966; 1972).
- Галан, Ярослав Александрович (1902—1949), писатель, лауреат Сталинской премии (посмертно)
- Гальперин, Давид Израилевич (1903—1977), химик-технолог, специалист в области производства порохов, доктор технических наук, профессор.
- Глазырин, Михаил Матвеевич (1935—2014), административный руководитель, заслуженный строитель Марийской АССР (1971; 1976).
- Годунов, Сергей Константинович (1929—2023), математик (1954; 1981), академик РАН.
- Горбунов, Сергей Иванович (1915—1991), административно-промышленный руководитель (1946; 1951).
- Горянский, Юрий Леонидович (1929—2005), министр сельского хозяйства Марийской АССР (1965; 1971).
- Григорьев, Анатолий Евгеньевич (1929—2014), специалист в области проектирования летательных аппаратов ВПК «НПО машиностроения».
- Гудаев, Рамзан Бакарович (1930—?), управляющий Веденским райобъединением «Сельхозтехника» Чечено-Ингушской АССР.
- Гусар, Варвара Аркадиевна (1913—1994), звеньевая совхоза (15.02.1966; 8.04.1971).
- Гусев, Евгений Валентинович (1927—?), агроном (1966; 1971).
- Дадабаев, Темир Дадабаевич (род. 1941), первый секретарь Колхозабадского райкома КПСС, депутат Верховного Совета Таджикской ССР
- Дёжкин, Борис Петрович (1914—1992), советский режиссёр и художник-мультипликатор (14.4.1944; 6.3.1950).
- Доленко, Александр Кириллович (род. 1951), директор Ташкентской высшей партийной школы; член ЦК КП Узбекистана, депутат Верховного Совета УзбССР.
- Дубровин, Серафим Алексеевич (1912—1995), главный механик 1-го Ленинградского кирпичного завода.
- Евдокимов, Яков Алексеевич (1915—1980), секретарь Марийского обкома КПСС (1958; 1965).
- Ерохин, Иван Евстигнеевич (1903—1996) начальник отделения деревообрабатывающего цеха завода ЗИЛ.
- Зинин, Константин Михайлович (1913—1985), марийский партийный руководитель (1946: 1951).
- Злобин, Леонид Никитич (1923—1997), инженер (1962: 1971).
- Зонов, Аркадий Петрович (1922—2005)
- Зубков, Алексей Борисович (1913—1984), контр-адмирал.
- Зулалов, Али Абдул оглы (1893—1963), тенор, заслуженный артист Азербайджанской ССР, солист театра оперы и балета
- Ибулаев, Борис Илинбаевич (1934—1995), марийский партийно-государственный деятель (1966; 1971).
- Иванов, Александр Александрович (1908—1984), административный руководитель (1945; 1966).
- Иоганзен, Бодо Германович (1911—1996), доктор биологических наук, ректор Томского государственного педагогического института.
- Казакова, Анна Ильинична (1920—1989), министр культуры Марийской АССР, заместитель председателя Совета Министров МАССР (1967; 1971).
- Караев, Кара Рабаданович (1891—1973), партизан, военный и партийный деятель Дагестанской АССР.
- Калашников, Юрий Васильевич (1939—2018), советский и российский учёный, историк, лектор, доцент кафедры истории Башкирского государственного университета. (Ныне Уфимский университет науки и технологий).
- Калинин, Михаил Андреевич (1914—1984), управляющий делами Госплана СССР.
- Каменев Рудольф Иванович (1927—2019), гидростроитель, начальник бетонного завода, почётный житель посёлка Мурмаши Мурманской области, тренер хоккейной команды.
- Капитонов, Аркадий Иванович (1931—1995), марийский советский партийный работник (1976; 1986).
- Карташов, Вадим Николаевич (1930—2008), советский и российский журналист, публицист, поэт, общественный деятель, заслуженный работник культуры РСФСР (1966; 1971).
- Кашина, Зинаида Ивановна (1919—2007), советский партийно-государственный работник, педагог, заместитель председателя Верховного Совета Марийской АССР (1960; 1971).
- Кинжаев, Ходи Исабаевич (1914—1992), Герой Советского Союза.
- Кириллов, Иван Викторович (1927—1994), 2-й секретарь Йошкар-Олинского горкома КПСС (1966; 1971).
- Кожевников, Валериан Петрович (1920—1975), партийно-государственный руководитель, заслуженный строитель Марийской АССР (1966; 1971).
- Койчубаев, Танаш Койчубаевич (1914—1974) — советский хозяйственный, государственный и политический деятель.
- Комов, Василий Александрович (1929—2002), главный инженер Тюменского Моторного завода (АО Тюменские моторостроители) (1968; 1971).
- Корнилов, Пётр Григорьевич (1924—1982), марийский советский писатель, журналист, общественно-политический деятель, заслуженный работник культуры РСФСР (1966; 1971).
- Коряковцева, Анна Васильевна (1899—1982), заслуженный учитель школы Марийской АССР (1939; 1949).
- Косенко, Василий Васильевич (1916—?), начальник Главка опытных и учебных хозяйств Министерства сельского хозяйства КазССР.
- Котельников, Виктор Михайлович (род. 1924), министр здравоохранения Марийской АССР (1961, 1971).
- Краснов, Дмитрий Сергеевич (1905—?), партийный руководитель (1939, 1942).
- Кужнуров, Василий Михайлович (1913—1992), министр социального обеспечения Марийской АССР (1946, 1951).
- Кузнецов, Михаил Иванович (1925—1996), заместитель министра сельского хозяйства Марийской АССР, заслуженный зоотехник РСФСР (1966, 1971).
- Курьянов, Леонид Петрович (1927—2014)
- Лаппо, Аркадий Иванович (1904—1983), советский растениевод и селекционер, академик АН БССР (1949, 1959).
- Логинов, Вадим Петрович (1927—2016), дипломат и партийный деятель (30.08.1957; 22.10.1971).
- Макаров, Иван Пантелеевич (1915—1997), марийский партийный руководитель (1951, 1971).
- Малышев, Михаил Семёнович (1914—1986), марийский советский организатор сельского хозяйства (1951, 1966).
- Мартусин, Александр Дмитриевич (1930—2016), председатель колхоза имени М. И. Калинина, с Бузыканово, Тайшетского района, Иркутской области.
- Мартыненко, Василий Павлович (1925—1993), главный агроном колхоза имени В. И. Ленина, Новониколаевского района, Волгоградской области (1965, 1972).
- Мгеладзе, Акакий Иванович (1910—1980) — партийный деятель, первый секретарь ЦК КП Грузинской ССР, член ЦК КПСС.
- Мирошников, Михаил Михайлович (1926—2020), организатор оптической промышленности, Герой Социалистического Труда, член-корреспондент АН СССР И РАН (1957, 1961).
- Москвичёв, Иван Романович (1913—1978), председатель Президиума Верховного Совета Марийской АССР (1946, 1963).
- Мосунова, Анна Александровна (1905—2003), марийский советский партийно-административный работник, педагог, общественный деятель, секретарь Президиума Верховного Совета Марийской АССР (1946; 1951).
- Ненашев, Михаил Фёдорович (1929—2019), государственный деятель, журналист, публицист, редактор, доктор исторических наук.
- Николаев, Михаил Александрович (1912—1986), деятель народного просвещения и педагог (1944, 1962).
- Николаев, Сергей Николаевич (1908—1993), народный писатель Марийской АССР, председатель Союза писателей Марийской АССР (1951; 1968).
- Ногина, Ольга Павловна (1885—1977), крупный организатор советского здравоохранения, жена В. П. Ногина.
- Озеров, Николай Николаевич (1922—1997), спортивный комментатор, народный артист РСФСР (27.04.1957; 7.07.1978).
- Павленко, Петр Степанович (1937—2019), заместитель председателя Федерации профсоюзов Житомирской обл.
- Первушин Иван Митрофанович (1914—1998) бригадир строителей.
- Пинаев, Геннадий Михайлович (1931—2005), партийный руководитель (1966, 1976).
- Положенцев, Михаил Иванович (1928—2013), государственный деятель, председатель Челябинского облисполкома (1980—1984).

- Погосов Хачик Оганесович (1910—1975) управляющий Ирансовтранс Министерства внешней торговли в Баку.
- Поназдырь, Кирилл Иванович (1918—2001) — заведующий Новосибирским облздравотделом (1961—1982), заслуженный врач РСФСР (1978).
- Потанин, Владимир Петрович (1926—1981), государственный деятель, директор Ульбинского металлургического завода (1961—1974), начальник 3-го Главного управления Министерства среднего машиностроения (1974—1981).
- Просвирнин, Вадим Александрович (1926—2006), министр топливной промышленности Марийской АССР (1971, 1976).
- Протопопов, Борис Викторович (1901—1982), доктор медицинских наук, профессор (1945, 1951).
- Пустовалов Василий Павлович (1925—2013), полковник, начальник отдела в/ч-25516
- Пчелов, Геннадий Алексеевич (род. 1937), агроном (1973, 1976).
- Родионов, Михаил Георгиевич (1904—1959), марийский советский административный руководитель (1946, 1951).
- Рождественский, Роберт Иванович (1932—1994), советский и российский поэт и переводчик, автор песен.
- Рустамов, Узбек Агзамович (1926—2011), заместитель Министра иностранных дел Узбекской ССР, заведующий отделом информации и зарубежных связей ЦК КП Узбекистана (1966, 1971).
- Рязанов, Анатолий Петрович (1914—1985), директор Марийского машиностроительного завода (1958, 1962).
- Сандетский, Геннадий Алексеевич (1925—1978), марийский ударник сельского хозяйства (1971, 1973).
- Сарксян, Ара Мигранович (1902—1969), армянский советский скульптор. Народный художник СССР.
- Семёнов, Александр Павлович (1911—?), заместитель министра сельского хозяйства Марийской АССР (1946, 1951).
- Сериков, Аким (1912—1989) — советский партийный и профсоюзный деятель Карагандинской области Казахской ССР.
- Скаткин, Михаил Николаевич (1900—1991), профессор, академик АПН СССР.
- Слыханов, Фёдор Сергеевич (1912—1986), начальник Управления местной топливной промышленности Марийской АССР (1946, 1951).
- Слюсарь, Анатолий Алексеевич (1934—2013), чрезвычайный и полномочный посол СССР в Греческой республике (1988—1991).
- Смирнов, Анатолий Алексеевич (1941—?), председатель Йошкар-Олинского горисполкома Марийской АССР (1973, 1986).
- Смирнов, Пётр Алексеевич (1928—2004), министр бытового обслуживания населения Марийской АССР (1971, 1975).
- Софронов, Ефим Гаврилович (1902—1982), нарком / министр юстиции Марийской АССР (1945, 1951).
- Степанов, Владимир Евгеньевич (1913—1986), советский астроном, член-корреспондент АН СССР.
- Степанян, Цолак Александрович (1911—2002) — философ, специалист в области исторического материализма и социальной философии (1953, 1961).
- Суворов, Дмитрий Романович (1914—1989), начальник Производственно-технического управления связи Марийской АССР (1946, 1951).
- Сурьянинов, Александр Иванович (1927—2009), министр лесного хозяйства Марийской АССР (1966, 1971).
- Сычёв, Михаил Платонович (1921—2005), министр финансов, заместитель председателя Совета Министров Марийской АССР (1965, 1971).
- Тараканов, Алексей Васильевич (1937—?), генеральный директор ОАО «Стройдормаш», Калининград (1964—2011).
- Тараненко, Дмитрий Евдокимович (1918—2001), управляющий 2-м отделением совхоза «Красковский» (1971, 1986).
- Товашов, Василий Ильич (1906—1990), председатель Верховного суда Марийской АССР (1945, 1951).
- Устенко, Иван Петрович (1925—2001), главный агроном совхоза «Гмелинский», Волгоградской области (1958, 1973).
- Хазин, Самуил Абрамович (1929—2013), заслуженный строитель Марийской АССР (1966, 1971).
- Хашаев, Хаджи-Мурад Омарович (1909—1971), историк-кавказовед, этнограф, организатор науки, общественный и политический деятель (1950, 1970).
- Хохряков, Виктор Иванович (1913—1986), народный артист СССР, актёр Государственного академического Малого театра СССР.
- Целищев, Пётр Дмитриевич (1914—1984), радист-полярник, участник экспедиций в Арктику и Антарктику.
- Шаев, Геннадий Васильевич (1929—2009), начальник отдела по борьбе с хищениями социалистической собственности УВД Алтайского края (1973—1979)
- Шерстнёв, Алексей Сергеевич (1904—?), марийский партийно-советский работник (1946, 1951).
- Шилов, Леонид Александрович (1928—2006), деятель в области библиотечного и книжного дела, книговед.
- Щеглов, Вячеслав Анатольевич (1908—1992), уполномоченный Министерства заготовок СССР (1951, 1952).
- Шалаев, Степан Алексеевич (1929—2022), советский государственный, партийный и профсоюзный деятель.
- Тана Бегиновна Марчина (1916—1993), Депутат Верховного Совета СССР 5-го созыва.
- Яранов, Валериан Иванович (1912—2000) — горномарийский советский и российский деятель сельского хозяйства, агроном (1951, 1971).

### Орден «Знак Почёта» + российский орден Почёта
- Баландин, Михаил Михайлович (род. 1950), мастер спорта СССР (вертолетный спорт) (22.11.1985; 23.05.1996).
- Вид, Леонард Борисович (род. 1931), государственный деятель, политик, предприниматель (2002).
- Вольнов, Геннадий Георгиевич (1939—2008) — советский баскетболист, олимпийский чемпион, чемпион мира, Европы, СССР. Заслуженный мастер спорта СССР.
- Воропаев, Григорий Иванович (1934—2016), председатель Ивановского областного общества охотников и рыболовов (?; 30.05.1997).
- Вотинцев, Игорь Викторович (р. 1953) — Герой Российской Федерации, Заслуженный лётчик-испытатель РФ. (17.12.1982; 24.06.2016).
- Горбачёв, Михаил Сергеевич (1931—2022), Президент СССР (1990—1991) (22.03.1966; 28.02.2001).
- Голубев, Александр Титович (1936—2020) — заслуженный сотрудник органов внешней разведки Российской Федерации, генерал-лейтенант в отставке (19??; 20??).
- Губанов, Леонид Иванович (1928—2004), народный артист СССР, актёр МХАТ имени М. Горького (1971; 23.10.1998).
- Евдокимова, Лариса Васильевна (1930—2019), секретарь по пропаганде горкома КПСС г. Майкопа ААО.
- Иванов, Валентин Козьмич (1934—2011), заслуженный мастер спорта СССР (футбол) (?, 04.09.1997).
- Калашников, Валерий Васильевич (род. 1950), российский учёный в области разведения, селекции, генетики сельскохозяйственных животных (1986, 2013).
- Карпова, Татьяна Михайловна (1916—2018), народная артистка СССР, актриса Московского театра имени В. Маяковского (1954; 03.02.1998).
- Ковалёв, Анатолий Николаевич (1937—2016), заслуженный тренер РСФСР (1970, гольф) (21.02.1986; 26.06.1995).
- Кожухов, Александр Борисович (1942—2008), заслуженный мастер спорта СССР, заслуженный тренер СССР (гандбол) (23.04.1985; 30.06.1998).
- Кормановский, Леонид Петрович (1931—2020), учёный в области комплексной механизации животноводства и кормопроизводства (1981, 11.10.2001).
- Лутченко, Владимир Яковлевич (род. 1949), заслуженный мастер спорта СССР (хоккей) (1975; 20.12.1996).
- Макаров, Игорь Михайлович (1927—2013), учёный в области робототехники и гибкого автоматизированного производства, академик РАН (2010).
- Мальцев, Александр Николаевич (род. 1949), заслуженный мастер спорта СССР (хоккей) (1976; 20.12.1996).
- Миронов, Сергей Павлович (род. 1948), медик-ортопед, академик РАН (1989, 1998).
- Пак, Зиновий Петрович (род. 1939), государственный деятель (?; 31.03.1999).
- Пеньков, Николай Васильевич (1936—2009), народный артист РСФСР, актёр МХАТ имени М. Горького (1971; 23.10.1998).
- Потапов, Анатолий Викторович (род. 1942), советский и российский дипломат, Чрезвычайный и Полномочный Посол Российской Федерации (11.03.1974; 03.07.2008).
- Путин, Владимир Владимирович (род. 1952), российский государственный и политический деятель, президент Российской Федерации.
- Пушкарёва, Любовь Васильевна (1918—2011), народная артистка РСФСР, актриса МХАТ имени М. Горького (1948; 17.06.1999).
- Слободкин, Павел Яковлевич (1945—2017), народный артист России, профессор, художественный руководитель Центра (1975; 04.04.2015).
- Сырейщиков, Юрий Николаевич (1931—2011), партийный, административный руководитель (1965, 2005).
- Тимченко, Вячеслав Степанович (род. 1955), депутат Государственной думы, член Совета Федерации (21.02.1986; 2018).
- Фетисов, Вячеслав Александрович (род. 1958), заслуженный мастер спорта СССР (хоккей) (22.05.1981; 23.08.1998).
- Черенков, Фёдор Фёдорович (1959—2014), заслуженный мастер спорта СССР (футбол) (27.11.1985; 04.09.1997).
- Чупринин, Сергей Иванович (род. 1947), литературный критик, литературовед и публицист (1984, 2008).
- Шокин, Юрий Иванович (род. 1943), математик, директор Института вычислительных технологий СО РАН.
- Юрьева, Маргарита Валентиновна (1925—2018), народная артистка РСФСР, актриса МХАТ имени М. Горького (07.08.1981, 13.02.2006).

## Иностранцы
- Альберти, Рафаэль, испанский поэт (16.12.1967)
- Бадраа, Самбуугийн, монгольский писатель (16.12.1967)
- Вента-Молина, Хосе, испанский переводчик (16.12.1967)
- Винс, Пауль, немецкий (ГДР) поэт (16.12.1967)
- Гамарра, Пьер, французский писатель (16.12.1967)
- Гане, Тамара, румынская писательница (16.12.1967)
- Даглиш, Роберт, английский литературный переводчик (16.12.1967)
- Далчев, Атанас, болгарский поэт (16.12.1967)
- Енджеевич, Ежи, польский писатель (16.12.1967)
- Есенская, Зора, чехословацкая писательница (16.12.1967)
- Илек, Богуслав, чехословацкий литературный переводчик (16.12.1967)
- Исаев, Младен, болгарский поэт (16.12.1967)
- Катала, Жан, французский журналист (16.12.1967)
- Клопчич, Миле, югославский литературный переводчик (16.12.1967)
- Конески, Блаже, югославский писатель (16.12.1967)
- Курелла, Альфред, немецкий (ГДР) писатель (16.12.1967)
- Курода, Тацуо, японский литературный переводчик (16.12.1967)
- Лаваль, Карин де, шведская литературовед (16.12.1967)
- Левин, Леопольд, польский поэт (16.12.1967)
- Лесня, Джордже, румынский поэт (16.12.1967)
- Линдсей, Джек, английский писатель (16.12.1967)
- Маккаи, Имре, венгерский литературный переводчик (16.12.1967)
- Максимович, Десанка, югославская писательница (16.12.1967)
- Накамура, Хакуё, японский литературный переводчик (16.12.1967)
- Николеску, Татьяна Николаевна, румынский литературный переводчик (16.12.1967)
- Раб, Жужу, венгерская поэтесса (196.12.1967)
- Робель, Леон, французский литературовед (16.12.1967)
- Сёлеши, Клара, венгерский литературный переводчик (16.12.1967)
- Тауфер, Иржи, чехословацкий писатель (16.12.1967)
- Тодоров, Ангел, болгарский поэт (16.12.1967)
- Токачова, Магда, чехословацкая литературный переводчик (16.12.1967)
- Томассен, Эйнар, датский журналист (16.12.1967)
- Триоле, Эльза, французская писательница (16.12.1967)
- Фарман, Гаиб Туама, иракский писатель (16.12.1967)
- Хара, Хисаитиро, японский литературный переводчик (16.12.1967)
- Хупперт, Хуго, австрийский писатель (16.12.1967)
- Шварц, Георг, немецкий (ГДР) литературный переводчик (16.12.1967)
- Лежандр, Антуан, хранитель Музея-квартиры В. И. Ленина в Париже (05.11.1983)
- Леганё, Робер, французский журналист (11.04.1985)
- Кёрнер, Зигфрид, советник-посланник посольства ГДР в СССР (19.08.1988)
- Ковальская, Наталья, преподаватель Варшавского университета (23.12.1988 — последнее награждение)
- Мураный, Роман, польский журналист (23.12.1988 — последнее награждение)
- Прокопчук, Ханна, редактор польского агентства «Интерпресс» (23.12.1988 — последнее награждение)
- Хайдар Абу Бакр аль-Аттас, премьер-министр Южного Йемена (1985—1986), председатель Президиума Верховного Народного Совета Народной Демократической Республики Йемен (1986—1990)[источник не указан 1054 дня]
- Кекилбаев, Абиш Кекилбаевич, народный писатель Казахстана (1992), казахстанский общественный и политический деятель, Герой Труда Казахстана (2009)

## Предприятия и учреждения
Учебные заведения:
- Армянский национальный аграрный университет
- Азербайджанский государственный аграрный университет
- Благовещенский государственный педагогический университет
- Витебская государственная академия ветеринарной медицины
- Волгоградский государственный педагогический университет
- Воронежский государственный педагогический университет
- Ивановский государственный энергетический университет имени В. И. Ленина
- Куйбышевский инженерно-строительный институт им. А. И. Микояна (1981)[22]
- Западно-Казахстанский государственный университет имени М. Утемисова
- Казанский сельскохозяйственный институт
- Высшая профсоюзная школа культуры (Ленинград, 1976)
- Нижегородское музыкальное училище (колледж) имени М. А. Балакирева[23]
- Нижегородское речное училище имени И. П. Кулибина (1972)
- Чувашский научно-исследовательский институт языка, литературы, истории и экономики при Совете Министров Чувашской АССР (1980)
- Ширакский государственный университет
- Марийский научно-исследовательский институт языка, литературы и истории имени В. М. Васильева (1981)
- Новосибирский институт инженеров геодезии, аэрофотосъёмки и картографии (5 апреля 1983)
- Омский государственный педагогический институт имени А. М. Горького
- Российский государственный аграрный заочный университет
- Рыбинское речное училище имени В. И. Калашникова (1976)
- Тамбовское музыкальное училище им. С. В. Рахманинова
- Томский государственный педагогический университет
- Ульяновский государственный педагогический университет имени И. Н. Ульянова

Учреждения культуры:
- Алтайская краевая универсальная научная библиотека им. В. Я. Шишкова
- Архангельская областная научная библиотека имени Добролюбова
- Пермская государственная областная универсальная библиотека им. А. М. Горького
- Тверская областная универсальная научная библиотека им. A. М. Горького
- Вологодский государственный драматический театр
- Рязанский государственный областной театр драмы
- Ереванский театр юных зрителей
- Государственный институт по проектированию театрально-зрелищных предприятий «Гипротеатр» Министерства культуры СССР (Москва, 1981)
- Пярнуский драматический театр имени Лидии Койдула[24]
- Всероссийский пионерский лагерь ЦК ВЛКСМ «Орлёнок»

Печатные издания:
- Белгородская областная газета «Белгородская правда»
- Газета «Северная Осетия» (1967)
- Газета «Знамя» (Калуга)
- Газета «Звезда Алтая» Горно-Алтайской автономной области (4 ноября 1972)
- Газета «Удмуртская правда» Удмуртская Республика (14 сентября 1967 г.)
- Редакция газеты Рязанского обкома КПСС «Приокская правда»
- Журнал «Знание — сила»
- Журнал «Полымя» (Минск, 1972)
- Журнал «Смена»
- Журнал «Сибирские огни» (1972)
- Журнал «Советская юстиция»
- Журнал «Государство и право»
- Журнал «Юный натуралист»
- Журнал «Техника — молодёжи»
- Журнал «Сельская молодёжь»
- Журнал «Мурзилка»
- Журнал «Изобретатель и рационализатор»
- Газета «Ноорте Хяэль»[24] (ЭССР)

Издательства:
- Издательство «Химия»
- Издательство «ДОСААФ»
- Издательство «Недра»

Предприятия, организации:
- Гардинно-кружевная компания
- Ереванский коньячный завод
- Иркутская чаеразвесочная фабрика
- Ржевский краностроительный завод
- Ленинградская слюдяная фабрика
- Нововятский механический завод (24 февраля 1976 г.)
- Приморское производственное объединение «Бор» (Дальнегорск, 17.02.1976)
- Первомайский стекольный завод
- Совхоз «Южно-Сахалинский»
- Ирбитский мотоциклетный завод
- Ирбитский стекольный завод
- Хайтинский фарфоровый завод (Мишелёвка, 1969)
- Красносельская ювелирная фабрика (1969)
- Ульбинский металлургический завод (Усть-Каменогорск) (1979)
- Эфирокомбинат (Алексеевка)
- Машиностроительное КБ «Искра» имени И. И. Картукова
- НИИ противопожарной обороны
- ФГБУ Детский научно-клинический центр инфекционных болезней ФМБА России (ранее — Ленинградский НИИ детских инфекций Минздрава РСФСР)
- Опорно-показательный совхоз-техникум имени Ю. А. Гагарина[24] (ЭССР)
- Таллинский комбинат молочных продуктов[24] (ЭССР)
- Тартуский приборостроительный завод Таллинского производственного объединения «Промприбор»[24] (ЭССР)
- Цементный завод «Пунане Кунда»[24] (ЭССР)
- Таллинский морской торговый порт[24] (ЭССР)
- Таллинский судоремонтный завод[24] (ЭССР)
- Рыболовецкий колхоз «Хийу Калур»[24] (ЭССР)

## Города, награждённые орденом «Знак Почёта»
- Петергоф (1973)
- Суздаль (1974)
- Арзамас, Оха (1978)
- Верхнеднепровск, Игарка, Зея (1979)
- Балашов, Кизляр, Кузнецк, Лида (1980)
- Гусь-Хрустальный, Рузаевка, Абакан, Вольск, Белебей (1981)
- Бугульма, Ишим, Сокол (1982)
- Сызрань, Белая Церковь, Чусовой (1983)
- Мелитополь, Биробиджан (1984)
- Мичуринск, Кушва, Лодейное Поле, Лысьва, Стрый, Снежное (1985)
- Красноуфимск, Ливны, Бузулук, Канск (1986)
- Тобольск, Кашин, Друскининкай (1987)

Орденом «Знак Почёта» награждались небольшие города СССР. Более крупные города награждались орденом Трудового Красного Знамени, а крупнейшие — орденом Ленина.